# Plotosus canius
Cá ngát đen hay cá ngát chó hay còn gọi là cá làu, cá trê biển (tên khoa học Plotosus canius) là một loài cá ngát trong họ Plotosidae.

## Hình thái
Cá đực có thể có chiều dài đạt đến 150 cm.

## Phân bố
Loài này phân bố ở bờ biển phía tây và nam của Ấn Độ và Sri Lanka đến Papua New Guinea, bao gồm Bangladesh, Myanmar, Indonesia và Philippines. Môi trường sống của chúng là nước lợ và nước ngọt ở cửa sông và ven bờ ven biển.

## Thức ăn
Plotosus canius lớn thường ăn động vật ở đáy, chủ yếu là giáp xác với tỉ lệ 95,39%.